# دونالد دبليو. مكغوان
دونالد دبليو. مكغوان (بالإنجليزية: Donald W. McGowan)‏ هو عسكري أمريكي، ولد في 30 أغسطس 1899 في أورانج ‏ في الولايات المتحدة، وتوفي في 24 سبتمبر 1967 في Lawrence Township, Mercer County, New Jersey ‏ في الولايات المتحدة.